# 小林亜紀子
小林 亜紀子（こばやし あきこ、1948年4月9日 - ）は、日本の芸能プロモーター。元女優。夫・俳優の高橋英樹と、長女・フリーアナウンサーの高橋真麻が所属していた芸能事務所「アイウエオ企画」の取締役である。本名：高橋 美恵子（たかはし みえこ）、旧姓名：松本 美恵子（まつもと みえこ）。
大阪市西区出身。神戸女学院中学部・高等学部、神戸女学院大学音楽学部声楽科卒業。
1970年代は女優として活動し、代表作に『マドモアゼル通り』『決めろ!フィニッシュ』『薩摩おごじょ』など。

## 来歴・人物
実家は大阪市西区立売堀の機械金属商「松本恒商店」。二人姉妹の長女。幼い頃、家族から家業を継ぐものと決められていたということで、自分でもそう信じ込んでいたという。
大学在学中の1969年に、宝塚映画の撮影所を見学中に東宝の関係者にスカウトされ、クイズ番組のアシスタントなどで活躍。父からは「大学をちゃんと卒業してから、3年間だけ」と言う条件で女優になることを許される。それでも、3年後には家業を継いだ上で、大阪の実業界の男性とお見合い結婚するという路線が決められていたという。
大学卒業後の1971年に上京、東宝テレビ部に所属。同年のテレビドラマ『ぼてじゃこ物語』でデビュー。当時の紹介記事では「これからは女優業に打ち込みます」と答えており、当時の趣味は、水泳、ボウリングであった。
1973年のTBSのポーラテレビ小説『薩摩おごじょ』では、オーディションを経て主役に選出されている。『薩摩おごじょ』の撮影終了と同時に芸能界引退。
『おらんだ左近事件帖』（フジテレビ）で共演した高橋英樹と1974年3月15日に結婚。3度の流産を乗り越え、1981年に一人娘・真麻を出産。結婚後はしばらくの間、芸能活動を控えていたが、後に夫婦や親子での共演で旅番組やトーク番組への出演や、テレビ・雑誌等メディアのインタビューに応じるようになった。
2019年11月14日に高橋と「いい夫婦 パートナー・オブ・ザ・イヤー」の表彰式に出席した際には、本名の「高橋美恵子」で表彰されている。

## 出演

### テレビドラマ
- ぼてじゃこ物語（1971年、読売テレビ制作、日本テレビ系） - 花子
- レモンの天使（1971年 - 1972年、フジテレビ） - 浪花高子
- おらんだ左近事件帖（1971年 - 1972年、フジテレビ） - お福
- 泣きべそ・ほほえみ・六本木（1972年、NET）
- 決めろ!フィニッシュ（1972年、TBS） - 藤サチ
- マドモアゼル通り（1972年 - 1973年、読売テレビ） - 川村麻子
- ポーラテレビ小説 / 薩摩おごじょ（1973年、TBS） - 主演・神山ふじ

### その他のテレビ番組
- ズバリ!当てましょう（1970年、フジテレビ）  - アシスタント  ※松本美恵子名義[6]